# آلکانتارا (رود)
رود آلکانتارا (به انگلیسی: Alcantara (river)) رودی است که در ایتالیا جریان دارد.